# Aryo Blitarstadion
Het Aryo Blitarstadion is een multifunctioneel stadion in Srengat, een plaats in Indonesië. 
Het stadion wordt vooral gebruikt voor voetbalwedstrijden, de voetbalclub PSBI Blitar maakt gebruik van dit stadion. In het stadion is plaats voor 6.000 toeschouwers. 